# Theridion sulawesiense
Theridion sulawesiense är en spindelart som beskrevs av Yuri M. Marusik och David Penney 2005. Theridion sulawesiense ingår i släktet Theridion och familjen klotspindlar.
Artens utbredningsområde är Sulawesi. Inga underarter finns listade i Catalogue of Life.